# Black Death (Marke)
Black Death ist eine Spirituosen- und Tabakmarke, deren Lizenzprodukte von verschiedenen Herstellern in diversen Ländern produziert und vertrieben werden. Im Gegensatz zu den meisten anderen Marken wird bei Black Death wenig Wert auf Öffentlichkeitsarbeit gelegt; so findet man zum Beispiel weder eine offizielle Internetpräsenz, noch einen Shop der alle Produkte dieser Marke anbietet.

Black Death Vodka

## Geschichte
Der Grundstein wurde 1906 gesetzt, als die Familie Sigurdsson erstmals eine Spirituose unter dem Namen „svarti dauði“ (isländisch für „Schwarzer Tod“) herstellte. Die folgenden 80 Jahre blieb es ruhig, erst 1987 wurde die Marke (mittlerweile unter dem heute bekannten Namen „Black Death“ vertrieben) einer größeren Öffentlichkeit bekannt, als der Black Death Vodka überraschend die Gold-Medaille der „International Wine and Spirit Competition“ gewann.
Ein erster Rückschlag erfolgte 1990, als die American Football League die von Black Death gesponserten T-Shirts des Scarborough Football Club mit der Aufschrift Black Death Vodka – Drink in Peace verbot.
1992 wurde die Marke vor weitere Probleme gestellt, als das  US-amerikanische „Bureau of Alcohol, Tobacco, Firearms and Explosives (ATF)“ den Verkauf des mittlerweile in Belgien produzierten Black Death Vodka in den Vereinigten Staaten verbot. Die offizielle Begründung war laut Time Magazin die irreführende Werbung, mit der der Hersteller die Spirituose als Gift und Seuche anpreisen würde, wobei man doch tatsächlich nur Vodka bekommt.

„[The ATF] is blocking the liquor on grounds of misleading advertising, since the brand seems to promise poison and plague but delivers only vodka.“
Der damalige amerikanische Vertriebshändler klagte gegen die Entscheidung und gewann vor Gericht im Oktober 1992, seitdem war Black Death in den USA wieder legal.
Im Zuge dessen überarbeitete die Marke 1992 Design und Logo und zeigte nun den heute bekannten Totenkopf mit Zylinder (bzw. je nach Spirituosenart variierender Kopfbedeckung). Durch die umfassende Erscheinungsänderung und Werbebeigaben wie einen Holzsarg zog man zwar erneut den Unmut der ATF auf sich, die sich nun über die vermeintliche Verächtlichmachung offizieller Warnhinweise für Alkoholkonsum beschwerte; ein erneutes Verbot folgte jedoch nicht.
Obwohl sich die Marke weiterhin im Aufwind befand – sie verkaufte in 70 Ländern weltweit 120 Millionen Flaschen & Dosen jährlich und gewann laut dem britischen Hersteller G&J Greenall seit 1990 27 Medaillen der „International Wine and Spirit Association“ – blieb es schwer, Informationen über die Marke, ihre Produkte und Vertriebswege zu bekommen, was nicht zuletzt auch Saul “Slash” Hudson, Gitarrist der Band „Guns N’ Roses“ und damaliges Gesicht von Black Death verwunderte: “Black Death paid me a bunch of money to endorse them and then disappeared.” („Black Death zahlte mir einen Haufen Geld, damit ich sie unterstütze und dann sind sie einfach verschwunden.“)
Im Mai 2005 wurde Greenall in England wegen illegalen Vertriebs von Black Death Vodka zu einer Strafe von 2 Millionen Pfund verurteilt, 5 Monate später ereignete sich das nächste Unglück, als im Oktober in der Destillerie ein Feuer ausbrach, das große Teile der Fabrik zerstörte.

## Heute
Obwohl nicht wenige Merchandising-Produkte herausgebracht wurden (Feuerzeuge, T-Shirts, Kugelschreiber bis hin zu einem kleinen Holzsarg, in dem der Black Death Vodka eine kurze Zeitlang verkauft wurde) hält sich die Marke weiterhin im Verborgenen. Anfragen an die Hersteller werden nicht beantwortet, Black Death ist auf ihrer Homepage nicht erwähnt und auch die Produkte selbst sind schwer aufzutreiben. Die wenigen Internet-Händler, die Black Death Spirituosen anbieten, können diese meist nicht liefern; die Preise für die erhältlichen Flaschen schwanken aufgrund des geringen Angebots stark und weichen teilweise um mehr als das Doppelte von anderen Angeboten ab.
Die einzelnen Hersteller sind bzw. waren unter anderem: G + J Greenall (Vodka, Gin & Tequila), Oliver & Company (Rum), Kentucky Supreme Destilling Company (Bourbon), Eucario Gonzalez (Tequila) & Consolidated European Blands LTD (Zigaretten & Tabak).

## Rechtsstreit zwischen Black Death & Death Cigarettes
Black Death produzierte lange Zeit ausschließlich Spirituosen. Währenddessen konnte sich in England die Zigarettenmarke „Death“ etablieren, die ohne Zusatzstoffe hergestellte Zigaretten anbot und auf ihren Schachteln ebenfalls einen (anders aussehenden) Totenkopf mit gekreuzten Knochen zeigte. Als die Zigarettenfirma ihre Marke schützen lassen wollte und auf den amerikanischen Markt drängte, reichte Black Death Klage ein und gab an, das Produktsortiment ebenfalls auf Zigaretten ausweiten zu wollen. Das Gericht musste sich nun mit der Frage befassen, ob Zigaretten eine „natürliche Sortimentserweiterung“ darstellen. Dies wurde bejaht und damit begründet, dass Alkohol und Zigaretten dieselben Vertriebswege nutzen und die Wahrscheinlichkeit besteht, dass Kunden die „Death“-Zigaretten der Marke „Black Death“ zuordnen. Da „Black Death“ als Marke länger existierte als „Death“, wurde Death auferlegt, sämtliche bereits produzierten Zigaretten zu vernichten.

## Bekannte Produkte

### Alkohol
Black Death Vodka (40 % Vol aus England bzw. 37,5 % Vol aus Belgien)

Black Death Rum (Premium Light, Premium Dark & Premium Dark 7 Years old, je 38 % Vol aus der Dominikanischen Republik)

Black Death Gin (40 % Vol aus England)

Black Death Tequila (Silver & Gold, jeweils mit 38 oder 40 % Vol aus Mexiko oder England)

Black Death Bourbon (40 % Vol aus Kentucky, USA)

Black Death Icelandic Schnapps (40 % Vol aus Island)

Black Death Beer (12 % Vol Starkbier aus Tschechien)

Black Death Beer (7 % Vol Bier aus Island)

Black Death Premium Export Beer (Bier aus Großbritannien)

Die meisten Spirituosen sind als 70 cl- und 1 Liter-Flaschen erhältlich, das Bier wurde in gängige 0,33 l-Flaschen abgefüllt. Je nach Herstellerfirma unterscheiden sie sich teils erheblich in Geschmack und Aussehen. Zum Beispiel existieren von dem Silver Tequila mindestens drei Versionen: Eine englische mit 40 % Vol, eine mexikanische mit 38 % Vol und eine mexikanische ausschließlich für den Export gedachte mit 40 % Vol. Als vermutlich einzige Spirituose wurde der Black Death Vodka auch in Dosen abgefüllt.

### Tabakwaren
Black Death Zigaretten (hergestellt in der EWG und den USA)

Black Death Tabak (hergestellt in der EWG, fast ausschließlich in Holland vertrieben)

Black Death Drehpapier (hergestellt in der EWG)
Ursprünglich war auf die Zigaretten ähnlich der Marke „Death“ als Logo ein Totenschädel gedruckt; dies wurde jedoch aufgegeben, so dass die heute produzierten Zigaretten völlig ohne Aufdruck sind.
Welche Produkte heute überhaupt noch produziert werden, ist unklar. Während das Zigarettenpapier beispielsweise recht leicht aufzutreiben ist, wird man große Mühe haben, Tabak oder Bier zu finden.